# Jordyn Huitema
Jordyn Pamela Huitema (født 8. maj 2001) er en kvindelig canadisk fodboldspiller, der spiller som angriber for Paris Saint-Germain i Division 1 Féminine og Canadas kvindefodboldlandshold, siden 2017.
Hun skiftede d. 24. januar 2019, til den franske storklub Paris Saint-Germain, i en alder af 17 år. I maj 2019 forlængede hun sin kontrakt med PSG med 4 år.